# Fala Brasil
Fala Brasil é um telejornal matinal brasileiro, produzido e exibido de segunda a sábado pela Record. Estreou em 1990, com Sílvia Poppovic em um formato de programa jornalístico de entrevistas com políticos e economistas para falar sobre assuntos socioeconômicos. Retornou em 1998, passando a ser um telejornal tradicional diário. Atualmente, é ancorado por Luiz Fara Monteiro e Paloma Poeta.

## Formato
O telejornal mostra as últimas notícias do dia que ocorreram no fim da noite anterior e no início da manhã. Tem como objetivo apresentar as principais notícias nacionais e internacionais com um avanço em comparação às manchetes dos principais jornais do país e projetar o dia, antecipando os fatos que vão mobilizar a atenção dos brasileiros. Diariamente, repórteres de várias capitais entram ao vivo com as principais notícias dos diferentes estados brasileiros. Além disso, mostra as últimas notícias do esporte, dicas de saúde e beleza e notícias sobre as celebridades. Também reprisa matérias exibidas anteriormente pelo Jornal da Record e Domingo Espetacular, expediente mais utilizado na edição de sábado devido a sua extensa duração de quatro horas.

## História
Em 15 de abril de 1990, o Fala Brasil estreou sob o comando de Silvia Poppovic em um formato diferente do que o consagraria, sendo um programa jornalístico de entrevistas com políticos, economistas e sociológicos para debater assuntos socioeconômicos relativos ao Brasil naquele momento. Silvia, porém, migrou para o SBT logo depois e o programa passou a ser apresentado por Regina Mamede diretamente de Brasília, saindo do ar em 1993. Chegou a ser exibido pela antiga Rede OM, como telejornal exibido no começo da noite, virando depois Jornal da OM, já que a Record ficou com a posse do nome do Fala Brasil. Em 4 de maio de 1998, voltou ao ar, desta vez como uma revista eletrônica, inspirada no estadunidense Good Morning America. Comandado por Rosana Hermann, Bob Floriano, Rafael Moreno, Renata Vianello, Duda Seidl, Virgínia Novick e Doris Giesse, trazia as primeiras informações do dia, com entrevistas no estúdio. Em 28 de março de 1999, a emissora estreou o Fala Brasil: Edição de Domingo, apresentado por José Luiz Datena, Adriana de Castro e Rosana Hermann. Foi exibido das 19h às 20h30, com as notícias do dia e da semana, em formato igual ao Fantástico, mas ficou poucos meses no ar.[carece de fontes?]
Em 2000, o Fala Brasil foi mais uma vez reformulado, trocando o formato de revista eletrônica por um telejornal tradicional diário e matutino com bancada, sendo que Mônica Waldvogel e Rodolpho Gamberini assumiram a bancada por três anos. Em 2003, Mônica assinou com o SBT e Rodolpho foi transferido para o jornalístico Edição de Notícias. Em 2004, o matutino passou a ser apresentado por Janine Borba e Marcos Hummel. Em 2006, Janine deixou a bancada para assumir o Domingo Espetacular e foi substituída por Luciana Liviero. Em 2007, o Fala Brasil passou a ter edições também aos sábados. Uma versão aos domingos foi testada também, porém sem o resultado esperado e manteve-se apenas de segunda a sábado.
Em janeiro de 2009, Luciana foi transferida para o Record Notícias e Marcos assumiu os jornalísticos Repórter Record e Câmera Record. A bancada foi assumida por Carla Cecato e Roberta Piza, criando uma marca desde então de duas jornalistas mulheres comandando. Em 2010, Carla entrou em licença maternidade e Thalita Oliveira, do bloco de esportes, assumiu interinamente. A partir de 28 de setembro, passou a ser transmitido em HD. Em 30 de setembro de 2012, um domingo, foi exibida uma edição especial cobrindo o falecimento da apresentadora Hebe Camargo. Em 2012, Carla deixou o programa para cuidar de um problema na coluna e Adriana Reid assumiu ao lado de Roberta. Em agosto de 2013, Adriana não renovou com a emissora e Carla Cecato retomou o posto. Em julho de 2017, Carla deixou o jornal pela segunda vez ao ser transferida para o SP Record e foi substituída por Larissa Alvarenga. Em janeiro de 2018, porém, a emissora encerrou o SP Record e devolveu Carla ao Fala Brasil. Em 26 de setembro de 2019, Carla passou a apresentar apenas a edição de sábado do jornal, onde passou a fazer dupla com Thalita Oliveira. Segundo declarou, o trabalho de madrugada prejudicou sua saúde, e ela teve que reduzir o ritmo de trabalho. Salcy Lima, da previsão do tempo, assumiu a edição semanal ao lado de Roberta. Em janeiro de 2020, Celso Zucatelli passou a coapresentar o telejornal com as jornalistas.
Em fevereiro de 2021, houve uma grande reformulação do jornal: Mariana Godoy e Sérgio Aguiar assumiram a bancada durante a semana, enquanto Salcy foi transferida para o time de repórteres do Jornal da Record, Celso foi para o portal R7 e Roberta entrou em licença-maternidade. Já aos sábados, Carla Cecato foi demitida e assumiram Paloma Poeta e Fabiana Oliveira. Em setembro, a edição de sábado passou a ser apresentada por Thalita Oliveira, Patrícia Costa e Roberta Piza, voltando de licença-maternidade. Em 30 de agosto de 2022, foi anunciada uma troca de bancadas da emissora. Desde o dia 11 de setembro, Sérgio Aguiar estava comandando o Domingo Espetacular, e Eduardo Ribeiro, que fazia o jornalístico e desejava voltar ao hard news, comandava o Fala Brasil com Mariana desde o dia 12.
Em 21 de janeiro de 2023, Roberta Piza foi demitida da emissora, enquanto Thalita Oliveira e Patrícia Costa continuaram sozinhas aos sábados.
Em 27 de março de 2023, estreou blocos locais em quatro praças: Pernambuco (apresentado por Evenilson Santana), Minas Gerais (apresentado por Garcia Júnior), Rio de Janeiro (apresentado por Wagner Montes Filho) e São Paulo (apresentado por Eleandro Passaia), com duração de dez minutos.
Em 13 de junho de 2025, Eduardo Ribeiro apresentava pela ultima vez o telejornal, quando deixou este para assumir a titularidade do Jornal da Record em substituição a Sérgio Aguiar, que havia sido demitido. No seu lugar, ficou Paloma Poeta, que apresentava a edição de sábado do Fala Brasil e com isso, o matinal passou a ser ancorado por duas mulheres, o que é comum apenas aos sábados. Godoy ficaria no telejornal até o dia 4 de julho, quando foi substituída no dia 7 por Luiz Fara Monteiro após ser promovida em definitivo para o principal jornal da emissora.

## Audiência
Em junho de 2010, o telejornal fechou um ano na liderança no seu horário na Grande São Paulo, de acordo com dados do Ibope. A média do período foi de sete pontos. Em novembro do mesmo ano, por sua vez, foi divulgado que o programa estava havia dezesseis meses ocupando a liderança no ranking de audiência na Região Metropolitana de São Paulo, também de acordo com dados consolidados do Ibope.
No dia 26 de novembro o telejornal registrou uma das maiores audiências de sua história no Rio de Janeiro, devido à Guerra no Rio. O Fala Brasil conseguiu 16 pontos de média, com picos de 20, contra 9 da Rede Globo, que ficou em segundo lugar na capital fluminense. Esse índice assemelhou-se ao do dia 29 de novembro, que também conseguiu 16 pontos de média contra 11 da Globo no Rio de Janeiro. Em São Paulo, os índices foram baixos comparados com o Rio de Janeiro, mas também garantiu a liderança para a Rede Record no dia 29 de novembro, o telejornal registrou 10 pontos, com picos de 12, contra 7 da Rede Globo, na capital paulista.
Em dezembro, o telejornal perde a liderança no IBOPE após 17 meses para a Rede Globo com o Mais Você. Porém a audiência entre os dois programas é acirrada e frequentemente atinge a liderança. Até outubro de 2019, o telejornal perdeu 32% do público. Foi o pior resultado desde 2010.

## Exibição internacional
A TV Record Internacional traz produções locais do telejornal em Cabo Verde, Moçambique, Portugal e Uganda.
- Cabo Verde - Fala Cabo Verde - TV Record Cabo Verde
- Moçambique - Fala Moçambique - TV Miramar
- Portugal - Fala Portugal - TV Record Europa